# Tony Spinner
Tony Spinner (ur. 9 stycznia 1963) – amerykański gitarzysta i wokalista, znany z występów w grupie muzycznej Toto.

## Wybrana dyskografia
- Mark Sallings - Talkin' to Myself (1997)
- Paul Gilbert - Alligator Farm (2000)
- Mike Gray - Maiden Voyage (2002)
- Toto - 25th Anniversary: Live in Amsterdam (2003)
- Tony Spinner & Band - Live in Europe (2007)